# Hosur, Shiggaon
Hosur là một làng thuộc tehsil Shiggaon, huyện Haveri, bang Karnataka, Ấn Độ.